# ダスク・アンド・ハー・エンブレイス
『ダスク・アンド・ハー・エンブレイス』（Dusk and Her Embrace）は、イングランドのエクストリーム・メタル・バンド、クレイドル・オブ・フィルスが1996年に発表した2作目のスタジオ・アルバム。

## 背景
元々は「カコフォノウス・レコーズ」所属時にレコーディングされていたが、最終的にバンドは「ミュージック・フォー・ネイションズ」へ移籍し、ギタリスト、キーボーディスト、ベーシストを総入れ替えした上で再録音した。なお、当時脱退したメンバーの一人ポール・アレンダー（ギター）は2000年にバンドに復帰した。また、本作の初期ヴァージョンは2016年に『Dusk… and Her Embrace: The Original Sin』というタイトルで発表された。
共同プロデューサーのキット・ウールヴェンは、過去にシン・リジィやマグナム等の作品を手がけた。「ホーンテッド・ショアズ」には、ヴェノムのボーカリストとして知られるクロノスがゲスト参加した。

## 反響・評価
全英アルバムチャートではトップ100入りを逃したが、フィンランドでは1996年第47週のアルバム・チャートで初登場24位となり、合計8週トップ40入りした。
Bradley Torreanoはオールミュージックにおいて5点満点中4.5点を付け「ノルウェーのブラックメタル・シーンにおける極端な演奏スタイルに、シスターズ・オブ・マーシー風のメロディを持ち込んだ」と評している。クリス・チャントラーは2021年、loudersound.comの企画「クレイドル・オブ・フィルスの全アルバムのランキング」で本作を1位に挙げた。

## 収録曲
特記なき楽曲は作詞：ダニ・フィルス／作曲：クレイドル・オブ・フィルス。1. 7. 11.はインストゥルメンタル。
1. ヒューマナ・インスパイアド・トゥ・ナイトメア - Humana Inspired to Nightmare – 1:23
2. ヘヴン・トーン・アサンダー - Heaven Torn Asunder – 7:04
3. フューネラル・イン・カルペチア - Funeral in Carpathia – 8:23
4. ア・ゴシック・ロマンス（レッド・ローゼズ・フォー・ザ・デヴィルズ・ホーア） - A Gothic Romance (Red Roses for the Devil's Whore) – 8:36
5. マリス・スルー・ザ・ルッキング・グラス - Malice Through the Looking Glass – 5:30
6. ダスク・アンド・ハー・エンブレイス - Dusk and Her Embrace – 6:09
7. ザ・グレイヴヤード・バイ・ムーンライト - The Graveyard by Moonlight – 2:28
8. ビューティ・スレプト・イン・ソドム - Beauty Slept in Sodom – 6:32
9. ホーンテッド・ショアズ - Haunted Shores – 7:08

### 日本盤CD ボーナス・トラック
下記の曲順は2001年再発CD (VICP-61273)に準拠。日本初回盤CD (PCCY-01049)では、「ノクターナル・スプレマシー'96」はアルバム本編の5曲目に組み込まれていた。
1. ヘル・アウェイツ - Hell Awaits – 5:45
  - 作詞：ケリー・キング／作曲：ジェフ・ハンネマン、ケリー・キング
2. カミラズ・マスク - Carmilla's Masque – 2:55
3. ノクターナル・スプレマシー'96 - Nocturnal Supremacy '96 – 5:58

## 参加ミュージシャン
- ダニ・フィルス - ボーカル
- スチュアート・アンスティス - ギター
- ジャン・パイアズ - ギター
- ダミエン・グレゴリ - キーボード
- ロビン・グレイヴス - ベース
- ニコラス・バーカー - ドラムス
- サラ・イザベル・デーヴァ - バッキング・ボーカル

アディショナル・ミュージシャン
- クロノス - アディショナル・ボーカル(on "Haunted Shores")
- Danielle Cneajna Cottington - バッキング・ボーカル